# Ferghanahäst
Ferghanahästen var en historisk hästras från Fergana (Uzbekistan) som har avbildats på kinesiska konstföremål som daterats ända tillbaka till 100 år f.Kr. Ferghanahästen var en av Kinas viktigaste importvaror då bristen på riktigt användbara hästar var stor i Kina. Enligt legenden svettades de här hästarna blod och det kinesiska namnet lyder ungefär Han Xie Ma som betyder "svettas blod häst". Idag har man hittat bevis för att blodet i svetten berodde på blodsugande parasiter. Hästarna kallades även "Ti en ma" eller "Himmelska hästar".

## Historia
Namnet Ferghana tros komma från Ferganadalen i Uzbekistan men mynt hittade i Afghanistan visade att hästarna funnits där sedan 320 f.Kr och användes av Eucratide, kungen av Bactria, en provins i det som vi idag kallar Afghanistan. Hästarna upptäcktes av kineserna under Handynastin när kejsar Han Wudi skickade sin ambassadör Zhang Qian till Ferghana. Upptäckten var minst sagt förvånande då Zhang Qian rapporterade om hästar som svettades blod, föddes upp på alfalfa och enligt legenden hade hästarnas förfäder kommit direkt från himlen. Men kungen i Ferghana gick inte att övertala till att ens sälja en enda häst till Kina. Istället fick man vända sig till en stam av folk kallat Wu-Sun som bodde i dagens Kazakstan. Kungen för Wu-Sunfolket gick med på att skänka några hästar mot att han fick en prinsessas hand. Wudi fick dock veta att dessa hästar inte var äkta Ferghanahästar. För att få tag på äkta Ferghanahästar skickade Wu-Ti ytterligare en ambassadör som erbjöd kungen i Ferghana en staty, föreställande en häst som var gjord helt i äkta guld. Men folket i Ferghana nekade kineserna hästarna och ambassadören blev så arg att han slogs sänder statyn. Ferghanas kung fick honom dödad vid gränserna. 
Kejsare Wudi krävde dock att få tag på dessa krigshästar men gränserna i Baktrien hade stängts och export till Kina hade blivit förbjuden. Detta resulterade i ett krig som Kina till slut vann. Kineserna krävde att uppfödarna i Baktrien gav bort åtminstone 100 av deras finaste hästar och 3000 andra Ferghanahästar som de skulle använda i krig. Kineserna saknade dock förmågan att avla fram riktigt fina exemplar av Ferghanahästen så avlen slutade och rasen dog ut. Men mycket tyder på att Ferghanablodet rinner i den kinesiska ponnyrasen Kinesisk guoxia då Ferghanan skulle ha raka ben, liknande guoxian. 

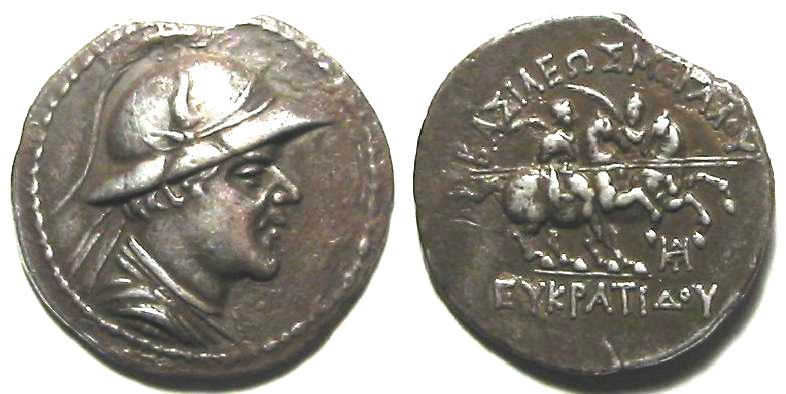
Ett mynt från år 320 e.Kr avbildar ungen Eukratides och hästar som liknar Ferghanahästar.

Även i Europa importerade man Ferghanahästar, speciellt de hästar med den tigrerade prickiga färgen som skulle bli så populär bland europeisk adel flera hundra år senare. Efterforskningar idag har visat att Ferghanahästen troligtvis inte var annat än arabiska fullblod, som eventuellt korsats med mongoliska hästar och den blodiga svetten berodde på en parasit.

## Egenskaper
De avbildningar från konstföremål från Kina eller Mellanöstern visar hästar som hade korta ben, var relativt små och ganska kraftiga. Man kan inte bedöma egenskaper eller utseende helt och hållet enbart baserat på dessa konstföremål då man inte vet om de är proportionerliga eller verklighetsbaserade. Men de skelett man har hittat visar på hästar som var ungefär 130 cm i mankhöjd, dvs mycket små hästar eller medelstora ponnyer.
I Europa var även hästarna populära, mycket på grund av att många hästar hade en prickig färg, tigrerad, som var omtyckt och väldigt eftertraktad.